# Katastrofa B-52 pod Goldsboro w 1961 roku
Katastrofa B-52 pod Goldsboro – wypadek lotniczy, który wydarzył się 24 stycznia 1961 w pobliżu miasta Goldsboro w Karolinie Północnej, w Stanach Zjednoczonych.

## Historia
W nocy z 23 na 24 stycznia 1961 r. bombowiec B-52 przenoszący dwie bomby wodorowe MK39 o łącznej mocy 3,8 megatony, w wyniku wycieku paliwa ze skrzydła stał się niesterowalny i zaczął opadać. Ośmioosobowa załoga opuściła spadający samolot, pięciu członkom udało się przeżyć. Przenoszone przez samolot bomby, w wyniku rozpadu opadającego samolotu, rozpoczęły procedurę uzbrajania, prowadzącą do detonacji. Splot szczęśliwych zbiegów okoliczności zapobiegł katastrofie nuklearnej. W jednej z bomb nie otworzył się spadochron, w wyniku czego uderzyła ona w ziemię, co wstrzymało proces uzbrajania. W drugiej spadochron otworzył się, jednak utraciła ona źródło zasilania, co wstrzymało proces. Bomba zawisła na drzewie wraz ze spadochronem. Wojsko amerykańskie wykupiło grunt, w który wbiła się pierwsza bomba, by zapobiec wykopaniu jej przez osoby niepowołane. Sprawa została ujawniona w 2013 roku przez Erica Schlossera w książce Command and Control. W czerwcu 2014 roku armia USA odtajniła raport w tej sprawie. Gdyby choć jedna z bomb wybuchła, doszłoby do katastrofy na niespotykaną skalę. Dla porównania bomby zrzucone na Hiroszimę i Nagasaki miały moc 0,01 i 0,02 megatony.